# Gorm-feltet (dokumentarfilm)
Gorm-feltet er en dansk dokumentarfilm fra 1981 instrueret af Jens Ravn.

## Handling
Denne artikel mangler et handlingsreferat. Hjælp os med at skrive det.